# بريت ديفيس
بريت ديفيس (بالإنجليزية: Brett Davis)‏ هو شخصية أعمال وسياسي أمريكي، ولد في 5 ديسمبر 1975. حزبياً، نشط في الحزب الجمهوري. وقد انتخب عضو جمعية ولاية ويسكونسن.

## روابط خارجية
- بريت ديفيس على موقع IMDb (الإنجليزية)